# Daniela Jutzeler
Daniela Jutzeler (* 14. April 1967 in Glarus; † 5. August 1994 in Littau) war eine Schweizer Sportlerin. Die Rennrollstuhlfahrerin fuhr von Kurz- über Mittel- und Langstrecken bis zur Marathonstrecke.

## Leben
Daniela Jutzeler kam als zweites von drei Kindern von Doris und Paul Jutzeler in Glarus zu Welt. Die Familie betrieb zu dieser Zeit eine Metzgerei in Näfels. Später zog die Familie nach Littau um. Als Teenager betrieb Daniela Jutzeler viel Sport wie Reiten, Skifahren und Wassersport. Ihr Lebenspartner war der Lehrer, Journalist und Pilot Bruno Schaller.

### Querschnittlähmung
Am 5. April 1985 ereignete sich ein Unfall, als sich Daniela Jutzeler auf einen Skiausflug der Familie vorbereitete. In ihren Memoiren beschrieb sie den Moment: «Ich zog den Skianzug aus dem Schrank der Eltern. An der Hinterwand war ein Leichtgewehr angelehnt. Das Gewehr bleibt am Abzug hängen und fällt zu Boden. Beim Aufheben löst sich mit einem schrillen Knall ein verklemmter Schuss. Ich spüre einen stechenden Schmerz, schreie auf und falle schlagartig zu Boden.»
Die Kugel durchschoss ihre Lunge und traf das Rückenmark. Daniela Jutzeler war seitdem querschnittgelähmt und verbrachte ihr Leben als Paraplegikerin im Rollstuhl.

### Rehabilitation
Nach ersten Behandlungen der lebensbedrohlichen Verletzungen im Kantonsspital Luzern und im Kantonsspital Aarau wurde sie in das Paraplegikerzentrum nach Basel verlegt. Sie wurde unter anderem von Guido A. Zäch behandelt. Dieser blieb über viele Jahre ein Mentor und Förderer. Sie unterstützte dabei seinen medizinischen, sozialen und politischen Kampf in der Schweiz um Gleichstellung von Behinderten im Rollstuhl und damit das Modell einer ganzheitlichen Rehabilitation.

### Sonstiges
Die Wintermonate verbrachte Daniela Jutzeler in ihrem Haus in New Port Richey bei Tampa. Zusammen mit ihrem Lebenspartner Bruno Schaller gründete sie die Quartalszeitschrift «Go ahead», welche von der Schweizer Paraplegiker-Vereinigung herausgegeben wurde. Ihren weiteren Lebensunterhalt verdiente sie mit Preisgeldern aus Rennen, als Werkfahrerin der Rollstuhlfirma Top End, durch Sponsoring der Luzerner Firma Numis und als Kolumnistin bei der Neuen Luzerner Zeitung.

### Tödlicher Unfall
Daniela Jutzeler starb am 5. August 1994 auf ihrer Trainingsstrecke zwischen Littau und Malters, als sie von einem Lieferwagen überfahren wurde. Ihr heutiges Grabmal in Littau schuf der querschnittgelähmte Künstler Alfredo Battistini. Es trägt die Inschrift «Amigos Para Siempre».
Nach ihrem Tod gründeten Franz Nietlispach, Heinz Frei und Erwin Zemp zusammen mit Daniela Jutzelers Eltern die «Daniela Jutzeler Stiftung» zur Förderung junger Rollstuhlsportler. Seither findet jährlich abwechslungsweise in Ibach, Pratteln und Nottwil ein «Daniela Jutzeler Memorial» in Form eines international besetzten, ganztägigen und homologierten Bahnmeetings statt.

## Sportliches Wirken
Daniela Jutzeler erreicht zunächst im nationalen und später im internationalen Rennrollstuhlsport neue Rekordmarken. Zu ihren grössten Erfolgen gehören die Siege an den Marathons von Berlin, Paris, Solothurn, Montreal, Frankfurt, Lausanne und München. Am legendären Boston-Marathon konnte sie jedoch nie einen Podestplatz erreichen.
Bei den Paralympics von Seoul 1988 wurde sie Zweite über 400 Meter und Dritte über 1500  Meter und 1992 erreichte sie bei den Paralympics in Barcelona 1992 den dritten Platz über 100 Meter. An den Weltmeisterschaften in Assen siegte sie über 200 und 400 Meter und brach über diese Distanz den Weltrekord.

## Sportliche Erfolge
SR: Schweizerrekord

WR: Weltrekord
1987
- Schweizer Meisterschaften Freiburg (1. 200 m/400 m, 2. 100 m – neuer SR)
- International Stoke Mandeville Games (1. 200 m, 2. 100 m/400 m, 3. 800 m)
- Weltmeisterschaft Rom (6. 800 m – neuer SR)

1988
- Schweizer Meisterschaft Lenzburg (1. 100 m/200 m/400 m/800 m/1500 m5000 m – neue SR über alle Distanzen)
- Paralympics Seoul (2. 400 m/3. 800 m – neuer SR/3. 1500 m/4. 200 m)
- Los-Angeles-Marathon (5.)
- Gasparilla Classic Tampa 15 km, (7.)
- Bloomsday Run Spokane (5.)
- Schenkon Halbmarathon (2.)

1989
- Schweizer Meisterschaft Bern (1. 100 m/200 m/400 m/80 mm/1500 m/5000 – neue SR über alle Distanzen)
- Boston-Marathon (4.)
- Peachtree Roadrace Atlanta, 10 km (6.)
- Stoke Mandeville Games (2. Marathon)
- Berlin-Marathon (1.)
- Heidelberg Marathon (2.)
- Gasparilla Classic Atlanta (9.)
- Metro Challenge Toronto (5.)
- Kaiseroll Minneapolis (3.)

1990
- Schweizer Meisterschaft Langenthal (1. 100/200 m/400 m/800 m/1500 m/5000 m – neue SR über alle Distanzen)
- Berlin-Marathon (1.) in 1:57:47[3]
- Detroit Marathon (2.)
- Los-Angeles-Marathon (3.)
- Crescent City Classic New Orleans (1.)
- Schenkon Marathon (3.)
- Boston-Marathon (4.)
- Weltmeisterschaft Assen (1. 200 m – neuer SR, 1. 400 m/neuer WR, 2. 400 m)

1991
- Schweizer Meisterschaft Wil (1. 100 m/200 m/400 m/800 m – neuer WR/1500 m/5000 m – neue SR über alle Distanzen)
- Pre-Olympics Barcelona (3. 1500 m – neuer SR/6. 800 m – neuer SR)
- Los-Angeles-Marathon (3.)
- Boston-Marathon (4.)
- Montreal-Marathon (1.)
- Solothurn-Marathon (1.)
- Detroit-Marathon (1.)
- Weltmeisterschaften Tokio (2. 800 m – neuer SR)
- Stoke Mandeville Games (3. 1500 m/10'000 m)

1992
- Schweizer Meisterschaft Zug (1. 100 m – neuer SR, 200 m, 400 m, 1500 m, 5000 m, 10'000 m)
- Los-Angeles-Marathon (4.)
- Gasparilla Classic Tampa (2.)
- Peachtree Roadtree Atlanta (5.)
- Schenkon-Marathon (5.)
- Karlsruhe-Marathon (2.)
- Berlin-Marathon (4.)
- Frankfurt-Marathon (1.)
- Paralympics Barcelona (3. 100 m/4. 5000 m/6. 800 m/- neuer SR, 6. 1500 m – neuer SR, 7. 200 m – neuer SR, 7. 400 m – neuer SR, 7. Marathon)

1993
- Schweizer Meisterschaft Nottwil (1. 100 m – neuer SR / 200 m, 400 m / 800 m / 1500 m / 5000 m)
- Los-Angeles-Marathon (5.)
- Solothurn-Marathon (1.)
- Paris-Marathon (1.)
- Heidelberg-Marathon (2.)
- Lausanne-Marathon (1.)
- Aarhus Games (6. 1500 m)

1994
- Qantas 10-K Oz Day Sydney (4.)
- Boston-Marathon (5.)
- München-Marathon (1.)
- Schenkon-Marathon (2.)
- Aarhus Games (3. 800 m)
- Weltmeisterschaften Berlin (3. 100 m/4. 200 m/4. 800 m/6. 800 m/7. 1500 m/7. 5000 m)

## Varia
Kurz vor ihrem Tod wurde am 1. Februar 1994 eine Telefonkarte (Taxcard) der PTT zu fünf Franken mit einem Foto von Daniela Jutzeler herausgegeben.